# Leonard Thompson

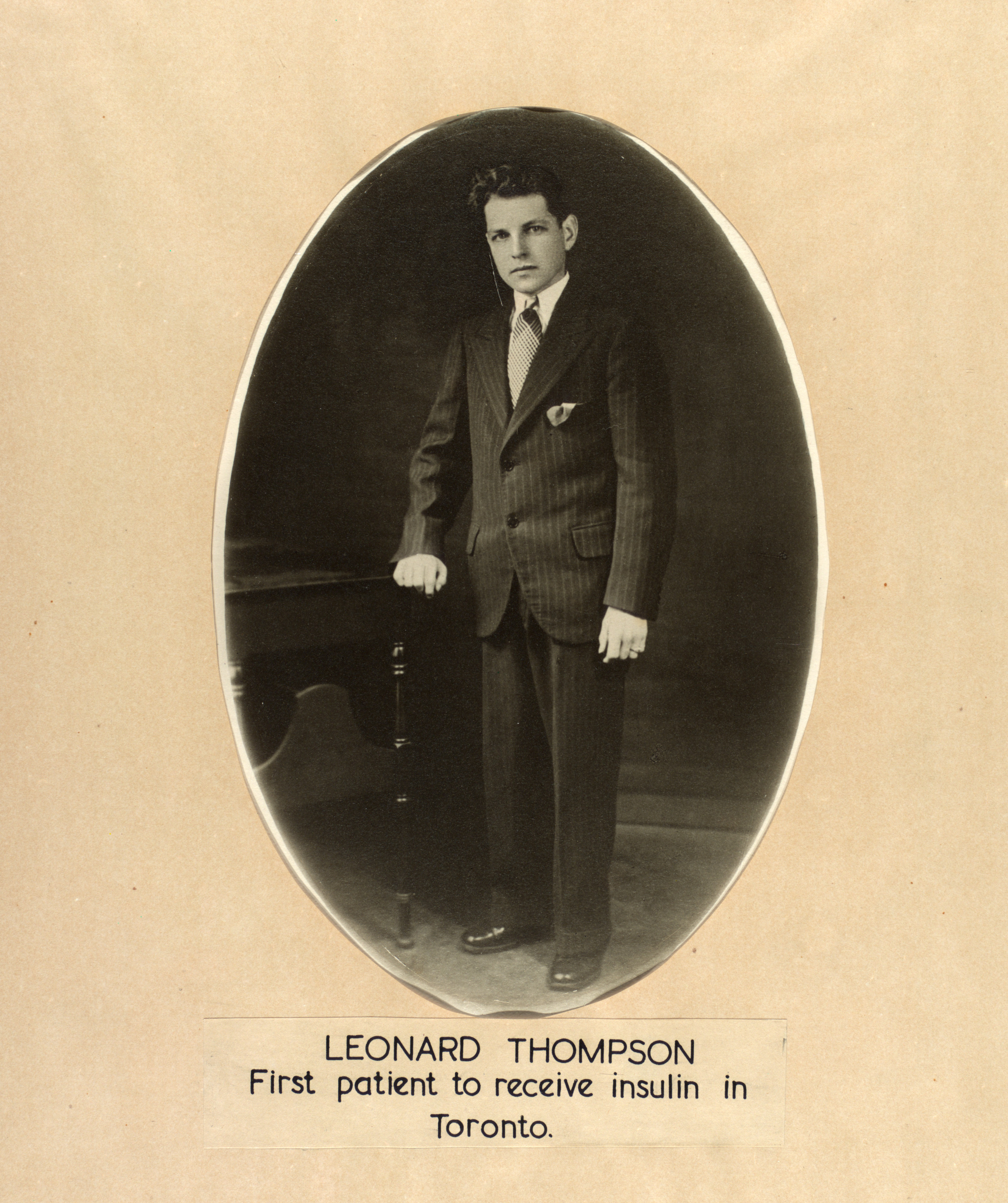
Leonard Thompson omstreeks 1930

Leonard Thompson (1908 – 1935) was een Canadese jongeman, die in 1922 als eerste patiënt met diabetes behandeld werd met insuline. Dokter Frederick Banting was zijn arts. Hij kreeg deze eerste injectie in Toronto in Canada op 11 januari 1922 op 14-jarige leeftijd. Leonard kreeg eerst een allergische reactie. Nadat de insuline en de dosis waren verfijnd ging het beter. Dankzij de insuline-injecties verbeterde zijn gezondheid en leefde hij nog dertien jaar. Hij stierf op 27-jarige leeftijd aan longontsteking.
De naam Leonard is verbonden aan de Leonard-prijs voor goede diabeteszorg voor kinderen en jongeren. Deze prijs is een initiatief van de Stichting Diabetes Education Study Group Nederland (DESG) en is ingesteld als eerbetoon aan een persoon (of groep personen) die zich bijzonder verdienstelijk heeft gemaakt voor het welzijn van het kind met diabetes.